# Fleys
Fleys település Franciaországban, Yonne megyében. Lakosainak száma 175 fő (2022. január 1.). Fleys Collan, Béru, Chablis, Chichée és Serrigny községekkel határos.

## Népesség
A település népességének változása:
| Lakosok száma | 181  | 182  | 184  | 180  | 177  | 175  | 176  | 175  | 175  |
|               | 2013 | 2015 | 2016 | 2017 | 2018 | 2019 | 2020 | 2021 | 2022 |